# The Pine's Revenge
The Pine's Revenge é um filme mudo norte-americano de 1915, do gênero drama, dirigido por Joe De Grasse e estrelado por Lon Chaney. O filme é agora considerado perdido.

## Elenco
- Cleo Madison - Grace Milton
- Arthur Shirley - Dick Rance
- Lon Chaney - Black Scotty
- Millard K. Wilson - John Harding